# Stig Järretorp
Stig Bertil Lennart Järretorp, född 23 april 1921 i Lund, död 26 februari 1993 i Helgeands församling i Lund, var en svensk målare, grafiker och tecknare.
Han var son till bagaren Bernt Persson och Anna Lindau. Järretorp studerade för Anders Olson 1941–1943 och vid Skånska målarskolan i Malmö 1943–1944 samt under studieresor till bland annat Norge, Frankrike och Spanien. Han debuterade i en samlingsutställning arrangerad av Trelleborgs konstförening 1949. Separat ställde han ut på Svartbrödraklostret i Lund, Malmö rådhus och Exposéhallen. Tillsammans med Karl-Einar Andersson ställde han ut i Borås 1953. Han medverkade i Lunds konstnärsgilles samlingsutställningar. Hans konst består av figurstudier, landskap och blommor i olja, pastell, tempera eller träsnitt. Stig Järretorp är begravd på Norra kyrkogården i Lund.